# Naruto: Huyết ngục
Naruto: Huyết ngục (劇場版 NARUTO-ナルト- ブラッド・プリズン Gekijōban Naruto: Buraddo Purizun) là phim Naruto thứ 8 và phim Naruto Shippūden thứ 5. Phim được công chiếu ở các rạp Nhật Bản vào ngày 27 tháng 7 năm 2011. DVD phim được phát hành vào ngày 25 tháng 4 năm 2012. Bài hát chủ đề phim là "Otakebi" của Kamiji Yusuke. Phim được phát hành ở Bắc Mỹ vào ngày 18 tháng 2 năm 2014 bởi Viz Media.

## Nội dung
Mở đầu phim, Raikage A đang bàn với Omoi, Karui, Samui, Mabui về chiếc hộp Gokuraku, đột nhiên khí gas lan ra khắp căn phòng khiến mọi người hôn mê. Một kẻ trùm kín khăn choàng lao vào giết Raikage nhưng bất thành, Rakage thật tấn công hắn từ phía dưới. A làm rách mũ trùm đầu, để lộ gương mặt là Uzumaki Naruto. Trong lúc A bất ngờ, tên đó đã trốn thoát. Khi Đội Samui và Mabui thức dậy, A yêu cầu họ triệu tập Killer B.
Chuyển cảnh tới làng Lá, Tsunade nói rằng Naruto đã tấn công Raikage, giết 3 ninja Thượng đẳng của làng Mây và 2 người của làng Đá, sau đó bà còn đưa bức phác hoạ chân dung Naruto từ làng Đá và làng Sương mù. Sakura và Naruto phủ nhận vụ việc, nhưng rồi Tsunade đã quyết định đưa Naruto đến thành Hōzuki, một nhà tù ở làng Cỏ dùng để giam giữ ninja phạm tội ở các làng, không một ai bị tống giam mà có thể thoát ra ngoài. Naruto cố gắng trốn thoát nhưng bị bắt lại, băng đeo trán của cậu bị gỡ. 
Khi Naruto đến thành Hōzuki, người đứng đầu nhà tù tên Mui lập tức yểm Hỏa độn: Thiên Lao lên người Naruto, phong ấn chakra của cậu. Naruto biết không thể vận chakra để thi triển thuật sau khi sử dụng thuật Ảnh Phân thân, cơn đau do phong ấn khiến cậu liền ngã xuống. Naruto sau đó bị Maroi bắt giữ, người đang làm việc cho Mui. Khi Naruto được đưa đến một phòng thí nghiệm, Mui nhận ra rằng Naruto đó là phân thân. Trong khi Naruto thật đang lẩn trốn, cậu đã tận dụng cơ hội để trốn thoát. Nhưng cơn đau do phong ấn đã khiến cậu bất tỉnh. Sau khi bị bắt, cậu bị đưa vào phòng biệt giam. Khi bị biệt giam, anh ta nghe thấy một giọng nói bí ẩn nói rằng nếu anh ta có thể đánh bại Mui, thì phong ấn sẽ biến mất. Naruto sau khi được thả đã tấn công Mui. Nhưng phong ấn khiến Naruto ngã quỵ, và cậu lại bị đưa vào phòng biệt giam. Trong trận đánh, Mui muốn biết làng có ý nghĩa quan trọng như thế nào đối với cậu và cậu đã giết hại ai đê bảo vệ làng chưa.
Hết thời hạn biệt giam, cậu được các tù nhân ngưỡng mộ vì dám đối đầu với Mui. Naruto sau đó cố gắng trốn thoát một lần nữa, bằng cách đánh bại một trong những lính canh rồi lấy quần áo của tên đó, để lại một ảnh phân thân để qua mắt tên lính. Khi đến được rìa của hòn đảo, Ryūzetsu yêu cầu anh dừng lại, Naruto từ chối nghe và cậu nhảy vào xoáy nước. Cậu gần như chết đuối, nhưng Ryūzetsu đã cứu cậu. Naruto nghĩ rằng cô ấy là con trai, nhưng sau đó thấy rằng cô ấy là con gái, và nhiệm vụ của cô ấy là giết Mui và ngăn chặn chiếc hộp Gokuraku. Cô tiết lộ rằng Mui thậm chí đã hy sinh con trai của mình, Muku, đưa vào chiếc hộp và cũng là Mui đã sắp đặt kế hoạch bắt Naruto. Cô ấy yêu cầu sự giúp đỡ của Naruto để phá hủy chiếc hộp, cậu đồng ý. Vào ngày hôm sau, Naruto thách đấu với Mui một lần nữa, nhưng bị đánh bại và bị đưa vào phòng biệt giam. Trong khi Naruto bị giam giữ, Ryūzetsu lẻn vào phòng của Mui định đâm hắn, nhưng Mui là Maroi giả dạng. Maroi đề nghị hợp tác với cô, nói rằng anh không thực sự đứng về phía Mui, và nói rằng anh chỉ đứng về phía có lợi nhất cho mình. Khi Naruto được yêu cầu rời khỏi phòng biệt giam, cậu ấy sử dụng một ảnh phân thân để thu thập năng lượng tự nhiên để sử dụng Cảnh giới Tiên nhân.
Naruto và Ryūzetsu giả vờ chiến đấu, kích động các tù nhân đánh nhau, trong khi Maroi khiến các tù nhân bên trong cũng chiến đấu, tạo ra bạo loạn. Trong lúc đó, Maroi thi triển thuật Lôi độn lên không trung, còn Naruto đang cố gắng tìm chiếc hộp. Ngay trước khi phá được chiếc hộp, cậu đã bị Mui bắt giữ. Mui đã lấy một lượng chakra của Naruto để hồi sinh chiếc hộp trước khi Naruto thoát được. Sau đó, Mui tiết lộ rằng mong muốn của mình là mang con trai trở lại. Chiếc hộp đáp lại điều ước của hắn, mở ra, Muku đã lớn bước ra ngoài. Sau đó Muku dùng tay đâm vào Mui và hạ gục Kazan. Muku sau đó biến thành Satori. Khi mọi hỗn loạn nổ ra, Naruto thi triển Cảnh giới Tiên nhân và sau đó cố gắng sử dụng Đại Ngọc Rasengan đánh vào chiếc hộp Gokuraku để phá huỷ nó nhưng bất thành. Naruto tham chiến với Satori, nhưng thất bại vì không thể chạm vào Satori. Vậy nên, cậu triệu hồi Gamabunta để giúp chống lại Satori, nhưng họ không thể tấn công được do nó có thể đoán trước mọi đòn tấn công. Cuối cùng, Naruto cạn Tiên Thuật, Satori thừa cơ hội tấn công Naruto. Điều này buộc Gamabunta phải bảo vệ cậu, làm cho ông ta bị thương. Satori tấn công Naruto một lần nữa, nhưng được Killer B cứu.
Naruto rất ngạc nhiên khi thấy Killer B và tất cả bạn bè của cậu đã tập trung ở đó. Khi Naruto tự hỏi tại sao điều này lại xảy ra, Tsunade tiết lộ rằng nhiệm vụ của Naruto là phá hủy chiếc hộp và không ai nghi ngờ Naruto đã sai phạm. Maroi tiết lộ anh được giao nhiệm vụ ở đây và giọng nói bí ẩn ngày hôm đó là của anh. Naruto quyết định đạt được Cảnh giới Tiên nhân một lần nữa và nói với Killer B và những người khác hãy đánh lạc hướng Satori trong khi cậu thi triển. Naruto có thể nhận ra rằng Satori không thể đọc được suy nghĩ của mọi người, nhưng nó có thể đọc được nỗi sợ hãi của họ, giúp Naruto chiến đấu ngang hàng với Satori trong Cảnh giới Tiên nhân. Naruto cố gắng kết thúc bằng đòn Đại Ngọc Rasengan cuối cùng với hai ảnh phân thân. Tuy nhiên, Satori đã ngăn được điều đó, kết quả cậu với Ryūzetsu bị móng vuốt nó đâm. Lời nói của Naruto đã làm Mui tỉnh dậy, và cậu sử dụng ảnh phân thân của mình để giữ đôi cánh của Satori, đẩy Satori vào mái nhà để Mui làm suy yếu nó. Naruto tận dụng thời gian này để thoát khỏi Satori cùng với Ryūzetsu, đồng thời đánh bại Satori bằng Phong độn: Rasen Shuriken, đưa Muku trở lại bình thường. Muku giết cả cha và mình và xin lỗi Ryūzetsu vì đã không giữ lời hứa. Các tù nhân cố gắng trốn thoát, nhưng bị bạn bè của Naruto ngăn cản. Sau khi bắt tất cả các tù nhân, Sakura cố gắng chữa trị cho Naruto đang hấp hối, nhưng không thành công, cho đến khi Ryūzetsu hồi sinh Naruto bằng cách sử dụng bí thuật của gia tộc với cái giá là mạng sống của mình.
Ở cảnh hậu danh đề thứ nhất, Kiler B đặt chiếc hộp Gokuraku sâu dưới biển, Mui và Ryūzetsu được chôn cất bên cạnh nhau, Naruto nói những lời cuối với hai người. Cảnh thứ hai là cuộc trò chuyện bí mật về việc lừa Naruto để điều tra về chiếc hộp Gokuraku với làng Mây diễn ra sau khi Naruto bị bắt đi.

## Phân vai
| Nhân vật          | Diễn viên lồng tiếng Nhật               | Diễn viên lồng tiếng Anh              | Diễn viên lồng tiếng Việt |
| ----------------- | --------------------------------------- | ------------------------------------- | ------------------------- |
| Uzumaki Naruto    | Takeuchi Junko                          | Maile Flanagan                        | Kim Anh                   |
| Haruno Sakura     | Nakamura Chie                           | Kate Higgins                          | Kim Ngọc                  |
| Hatake Kakashi    | Inoue Kazuhiko                          | Dave Wittenberg                       | Chánh Tín                 |
| Yamato            | Koyama Rikiya                           | Troy Baker                            | Thiện Trung               |
| Senju Tsunade     | Katsuki Masako                          | Debi Mae West                         | Linh Phương               |
| Nara Shikamaru    | Morikubo Showtaro                       | Tom Gibis                             | Quang Tuyên               |
| Akimichi Choji    | Kentarō Itō                             | Robbie Rist                           | Tấn Phong                 |
| Inuzuka Kiba      | Toriumi Kōsuke                          | Kyle Hebert                           | Chơn Nhơn                 |
| Hyuga Neji        | Kōichi Tōchika                          | Steve Staley                          | Tuấn Anh                  |
| Tenten            | Tamaru Yukari                           | Danielle Judovits                     |                           |
| Gamabunta         | Naka Hiroshi                            | Michael Sorich                        | Trần Vũ                   |
| Raikage đệ tứ, Ay | Tezuka Hideaki                          | Beau Billingslea                      |                           |
| Killer Bee        | Hisao Egawa                             | Catero Colbert                        | Tuấn Anh                  |
| Samui             | Yono Hikari                             | Cindy Robinson                        |                           |
| Omoi              | Kawamoto Kunihoro                       | Ogie Banks                            |                           |
| Karui             | Komatsu Yuka                            | Danielle Nicolet                      |                           |
| Mui               | Terasoma Masaki                         | Matthew Mercer                        | Tất My Ly                 |
| Ryuzetsu          | Sonozaki Mie                            | Carrie Keranen                        | Thùy Tiên                 |
| Muku/Satori       | Nakamura Yuichi Kengo Kawanishi (child) | Grant George Bryce Papenbrook (child) | Hoàng Khuyết              |
| Kazan             | Hirota Kōsei                            | Steve Staley                          | Trí Luân                  |
| Maroi             | Kamikawa Takaya                         | Andrew Kishino                        | Bá Nghị                   |